# Alexander Payne
Constantine Alexander Payne (Omaha, 10 febbraio 1961) è un regista, sceneggiatore e produttore cinematografico statunitense.

## Biografia
I suoi film sono caratterizzati da un senso dello humor cattivo e descrivono, in modo satirico, vizi e virtù della società americana contemporanea. Payne è stato candidato agli Oscar 1999 per l'adattamento di Election; ha vinto l'Oscar 2005 e il Golden Globe nel 2005 per la sceneggiatura di Sideways - In viaggio con Jack. Ha vinto il suo secondo Oscar nel 2012 per la sceneggiatura di Paradiso amaro.

### Vita privata
Payne è stato sposato con l'attrice coreano-canadese Sandra Oh, portata all'altare il 1º gennaio 2003, dopo un fidanzamento di 3 anni, e da lui diretta nel film Sideways - In viaggio con Jack. La coppia divorziò il 22 dicembre 2006. Il 16 agosto 2020 l’attrice Rose McGowan dichiara di aver subito abusi sessuali da parte di Payne, durante un’audizione all’età di 15 anni. Il regista smentisce ogni abuso affermando che la relazione fosse consenziente.

## Filmografia

### Regista
- La storia di Ruth, donna americana (Citizen Ruth) (1996)
- Election (1999)
- A proposito di Schmidt (About Schmidt) (2002)
- Sideways - In viaggio con Jack (Sideways) (2004)
- Paris, je t'aime episodio 14e arrondissement (2005)
- Paradiso amaro (The Descendants) (2011)
- Nebraska (2013)
- Downsizing - Vivere alla grande (Downsizing) (2017)
- The Holdovers - Lezioni di vita (The Holdovers) (2023)

### Sceneggiatore
- La storia di Ruth, donna americana (Citizen Ruth), regia di Alexander Payne (1996)
- Election, regia di Alexander Payne (1999)
- Jurassic Park III, regia di Joe Johnston (2001)
- A proposito di Schmidt (About Schmidt), regia di Alexander Payne (2002)
- Sideways - In viaggio con Jack (Sideways), regia di Alexander Payne (2004)
- Io vi dichiaro marito e... marito (I Now Pronounce You Chuck and Larry), regia di Dennis Dugan (2007)
- Paradiso amaro (The Descendants), regia di Alexander Payne (2011)
- Downsizing - Vivere alla grande (Downsizing), regia di Alexander Payne (2017)

### Produttore
- La famiglia Savage (The Savages), regia di Tamara Jenkins (2007)
- Benvenuti a Cedar Rapids (Cedar Rapids), regia di Miguel Arteta (2011)
- Paradiso amaro (The Descendants), regia di Alexander Payne (2011)
- Wilson, regia di Craig Johnson (2017)
- Downsizing - Vivere alla grande (Downsizing), regia di Alexander Payne (2017)

## Premi e riconoscimenti
- Premio Oscar
  - 2000 - Candidatura alla migliore sceneggiatura non originale per Election
  - 2005 - Candidatura al miglior regista per Sideways - In viaggio con Jack
  - 2005 - Migliore sceneggiatura non originale per Sideways - In viaggio con Jack
  - 2012 - Candidatura al miglior film per Paradiso amaro
  - 2012 - Candidatura al miglior regista per Paradiso amaro
  - 2012 - Migliore sceneggiatura non originale per Paradiso amaro
  - 2014 - Candidatura al miglior regista per Nebraska

- Golden Globe
  - 2003 - Candidatura al miglior regista per A proposito di Schmidt
  - 2003 - Migliore sceneggiatura per A proposito di Schmidt
  - 2005 - Candidatura al miglior regista per Sideways - In viaggio con Jack
  - 2005 - Migliore sceneggiatura per Sideways - In viaggio con Jack
  - 2012 - Candidatura al miglior regista per Paradiso amaro
  - 2012 - Candidatura alla migliore sceneggiatura per Paradiso amaro
  - 2014 - Candidatura al miglior regista per Nebraska
- Premi BAFTA
  - 2005 - Migliore sceneggiatura non originale per Sideways - In viaggio con Jack
  - 2012 - Candidatura al miglior film per Paradiso amaro
  - 2012 - Candidatura alla migliore sceneggiatura non originale per Paradiso amaro
  - 2024 - Candidatura al miglior regista per The Holdovers - Lezioni di vita
- Critics' Choice Awards
  - 2003 - Candidatura alla migliore sceneggiatura per A proposito di Schmidt
  - 2005 - Candidatura al miglior regista per Sideways - In viaggio con Jack
  - 2005 - Candidatura alla migliore sceneggiatura per Sideways - In viaggio con Jack
  - 2012 - Candidatura al miglior regista per Paradiso amaro
  - 2012 - Candidatura alla migliore sceneggiatura non originale per Paradiso amaro
  - 2024 - Candidatura al miglior regista per The Holdovers - Lezioni di vita
- Satellite Award
  - 2005 - Candidatura al miglior regista per Sideways - In viaggio con Jack
  - 2005 - Candidatura alla migliore sceneggiatura non originale per Sideways - In viaggio con Jack
  - 2011 - Candidatura al miglior regista per Paradiso amaro
  - 2011 - Miglior sceneggiatura non originale per Paradiso amaro
  - 2024 - Candidatura al miglior regista per The Holdovers - Lezioni di vita
- Razzie Awards
  - 2008 - Candidatura alla peggiore sceneggiatura per Io vi dichiaro marito e... marito